# Rio Almansor
O Rio Almansor (ou ribeira de Santo Estêvão, ou ribeira de Canha, ou ribeira de Almansor) é um rio português, afluente do Sorraia, que nasce perto de Arraiolos e desagua no Sorraia junto a Samora Correia, no concelho de Benavente, depois de um percurso de 97 quilómetros,em que atravessa três massas de água subterrânea: Bacia do Tejo-Sado Margem Esquerda, Bacia do Tejo-Sado Indiferenciado e Maciço Antigo Indiferenciado da Bacia do Tejo..
No seu percurso passa por Montemor-o-Novo, Vendas Novas, Canha e Santo Estêvão.
A delimitação da massa de água do Rio Almansor abarca ainda os sítios Rede Natura 2000 de Cabrela e Monfurado, sendo que, chegado a Benavente, onde assume a designação de Ribeira de Santo Estêvão, está ainda enquadrado pelo Plano Diretor Municipal de Benavente como Área de Conservação da Natureza, constante do inventário de Sítios de Interesse Ornitológico do Instituto de Conservação da Natureza e da Biodiversidade. 
Este Rio estabelece uma frente ribeirinha que ladeia a Sul, Este e Oeste a localidade de Montemor-o-Novo. A relação histórico-cultural com o rio é memória presente e aspiração dos habitantes, mas a falta de qualidade da água do Rio impede qualquer tentativa de reaproximação entre a água e as suas gentes.
O Almansor é obstruído a cerca de 10km da sua nascente pela Barragem dos Minutos. De acordo com a APA (ARH Tejo e Oeste), o Almansor recebe quantidades significativas de cargas poluentes, incluindo dezenas de milhares de kg/ano de cargas rejeitadas pelos sistemas urbanos de drenagem e tratamento de águas residuais, centenas milhares kg/ano de cargas de origem difusa provenientes do sector agrícola, e milhões de kg/ano provenientes do sector pecuário – um valor muito superior à média de cargas rejeitadas noutras massas de água da região.

## Moinhos do Rio Almansor
Os moinhos do Rio Almansor possuem um significativo valor histórico e social, refletindo a dinâmica da vida rural portuguesa, especialmente entre os séculos XVIII e XIX. Nas suas memórias paroquiais de 1758, Padre Pedro Botelho do Valle menciona a existência de 28 moinhos de água, distribuídos aos dias de hoje por 4 freguesias do Concelho de Montemor-o-Novo, sendo que destes apenas 26 estão localizados no terreno*.
Estes moinhos foram fundamentais para a moagem de cereais panificáveis, maioritariamente o trigo e o centeio e, em menor proporção, o milho, desempenhando um papel crucial na produção de farinha, alimento básico da população.
Socialmente, os moinhos representavam uma infraestrutura vital para as comunidades locais, sendo muitos de propriedade coletiva ou pertencentes a famílias que deles dependiam para a sua subsistência e actividade económica.

## Afluentes
- Ribeira de Lavre
- Ribeira do Patalim
- Ribeira de santa Sofia
- Ribeira de Alcalva do Cimo
- Ribeira do Matoso
- Ribeira da Bolanqueira
- Ribeira da Serra das Lebres
- Ribeira da Pintada
- Ribeiro do Monte da Bia
- Ribeira dos Altas
- Ribeira da laje
- Ribeira de Lavre

## Galeria

EN4 Rio AlmansorEN4 Rio Almansor